# Schweizer Skimeisterschaften 1949
Die Schweizer Skimeisterschaften 1949 fanden vom 25. bis zum 27. Februar 1949 in Gstaad und am 13. Februar 1949 in Kandersteg statt. Ausgetragen wurden im Skilanglauf die Distanzen 18 km und 50 km. Beim 18-km-Lauf wurde Theo Allenbach und beim 50-km-Lauf Karl Bricker Erster. Das Skispringen gewann Willy Klopfenstein und die Nordische Kombination Alfons Supersaxo. Im Ski Alpin wurden die Disziplinen Abfahrt und Slalom ausgetragen. Bei den Männern gewann Ralph Olinger die Abfahrt, Edy Rominger den Slalom und Rudolf Graf die Kombinationswertung. Bei den Frauen siegte Rosmarie Bleuer in der Abfahrt und abschliessend in der Kombinationswertung. Zudem triumphierte Francine Éternod im Slalom.

## Skilanglauf

### 18 km
| Platz | Name             | Verein     | Zeit (std) |
| ----- | ---------------- | ---------- | ---------- |
| 01    | Theo Allenbach   | Bern       | 1:03:58    |
| 02    | Alfons Supersaxo | Saas-Fee   | 1:04:43    |
| 03    | Franz Regli      | Andermatt  | 1:06:25    |
| 04    | Robert Droz      | Champex    | 1:09:38    |
| 05    | Francis Duvoisin | Les Rasses | 1:10:13    |
| 06    | Louis Bourban    | Champex    | 1:10:16    |

Datum: Samstag, 26. Februar 1949
 Theo Allenbach siegte mit der Zeit von 1:03:58 Stunden und 45 Sekunden Vorsprung auf Alfons Supersaxo aus Saas-Fee und Franz Regli aus Andermatt und holte damit seinen ersten Meistertitel.

### 50 km
| Platz | Name           | Verein         | Zeit (std) |
| ----- | -------------- | -------------- | ---------- |
| 01    | Karl Bricker   | Attinghausen   | 3:39:38    |
| 02    | Theo Allenbach | Bern           | 3:48:45    |
| 03    | Edi Schild     | SC Kandersteg  | 3:59:25    |
| 04    | Samuel Gander  | Château-d'Oex  | 3:59:53    |
| 05    | Victor Borghi  | Les Diablerets | 4:00:41    |
| 06    | Marcel Matthey | La Brévine     | 4:03:04    |

Datum: Sonntag, 13. Februar 1949

Das mit 97 Sportler gestartete Rennen gewann Karl Bricker in einer Zeit von 3:39:58 Stunden mit neun Minuten und 47 Sekunden Vorsprung vor Theo Allenbach und Edi Schild. Der Vorjahressieger Robert Zurbriggen war nicht am Start.

## Nordische Kombination

### Einzel
| Platz | Name             | Ort        | Punkte |
| ----- | ---------------- | ---------- | ------ |
| 01    | Alfons Supersaxo | Saas-Fee   | 21,07  |
| 02    | Franz Regli      | Andermatt  | 50,15  |
| 03    | Theo Allenbach   | Bern       | 52,10  |
| 04    | Georg Keller     | SC Davos   | 53,74  |
| 05    | Francis Duvoisin | Les Rasses | 64,46  |
| 06    | Melchior Nold    | Bern       | 64,81  |

Datum: Freitag, den 25. Februar 1949 und Samstag, 26. Februar 1949
 Zum zweiten Mal nach 1947 gewann Alfons Supersaxo den Meistertitel in der Nordischen Kombination. Zweiter wurde Franz Regli und Dritter Theo Allenbach.

## Skispringen

### Normalschanze
| Platz | Name               | Verein         | Punkte |
| ----- | ------------------ | -------------- | ------ |
| 01    | Willy Klopfenstein | SC Adelboden   | 229,4  |
| 02    | Fritz Tschannen    | SC Adelboden   | 225,8  |
| 03    | Georg Keller       | SC Davos       | 221,5  |
| 04    | Jacques Perreten   | Les Diablerets | 218,7  |
| 05    | Andreas Däscher    | SC Davos       | 213,2  |
| 06    | Melchior Nold      | Bern           | 210,9  |

Datum: Sonntag, 27. Februar 1949

Willy Klopfenstein gewann auf der Mattenschanze mit Weiten von 63 und 63,5 Metern vor den Vorjahressieger Fritz Tschannen und Georg Keller seinen einzigen Meistertitel.

## Ski Alpin

### Männer

#### Abfahrt
| Platz | Name              | Verein         | Zeit (min) |
| ----- | ----------------- | -------------- | ---------- |
| 01    | Ralph Olinger     | Engelberg      | 2:34,2     |
| 02    | Rudolf Graf       | Scheidegg      | 2:38,4     |
| 03    | Bernhard Perren   | Zermatt        | 2:40,4     |
| 04    | Gottlieb Perren   | Zermatt        | 2:40,6     |
| 05    | Fred Rubi         | Wengen         | 2:41,0     |
| 06    | Georges Schneider | Chaux-de-Fonds | 2:43,2     |

Datum: Samstag, 26. Februar 1949

#### Slalom
| Platz | Name              | Verein            | Zeit (min) |
| ----- | ----------------- | ----------------- | ---------- |
| 01    | Edy Rominger      | Alpina St. Moritz | 2:18,0     |
| 02    | René Rey          | Crans             | 2:20,6     |
| 03    | Rudolf Graf       | Scheidegg         | 2:22,7     |
| 04    | Fernand Grosjean  | Genf              | 2:22,8     |
| 05    | Rinaldo Jacomelli | Montana           | 2:23,1     |
| 06    | Alfred Rombaldi   | Montana           | 2:23,8     |

Datum: Sonntag, 27. Februar 1949

#### Kombination
Die Kombination wurde über eine Punktewertung aus den Ergebnissen von Abfahrt und Slalom berechnet.
| Platz | Name              | Verein         | Punkte |
| ----- | ----------------- | -------------- | ------ |
| 01    | Rudolf Graf       | Scheidegg      | 3,89   |
| 02    | Georges Schneider | Chaux-de-Fonds | 5,66   |
| 03    | Bernhard Perren   | Zermatt        | 6,45   |
| 04    | René Rey          | Crans          | 8,62   |
| 05    | Gottlieb Perren   | Zermatt        | 9,14   |
| 06    | Alfred Stäger     | Mürren         | 11,99  |

### Frauen

#### Abfahrt
| Platz | Name             | Verein      | Zeit (min) |
| ----- | ---------------- | ----------- | ---------- |
| 01    | Rosmarie Bleuer  | Grindelwald | 2:23,8     |
| 02    | Idly Walpoth     | SC Davos    | 2:26,4     |
| 03    | Silvia Mühlemann | Wengen      | 2:28,6     |
| 04    | Irene Molitor    | Wengen      | 2:30,4     |
| 05    | Olivia Ausoni    | Villars     | 2:35,2     |

Datum: Samstag, 26. Februar 1949

#### Slalom
| Platz | Name             | Verein   | Zeit (min) |
| ----- | ---------------- | -------- | ---------- |
| 01    | Francine Éternod | Villars  | 2:06,3     |
| 02    | Renée Clerc      | Le Locle | 2:09,0     |
| 03    | Edmée Abetel     | Lausanne | 2:17,4     |

Datum: Sonntag, 27. Februar 1949

#### Kombination
Die Kombination wurde über eine Punktewertung aus den Ergebnissen von Abfahrt und Slalom berechnet.
| Platz | Name            | Verein      | Punkte |
| ----- | --------------- | ----------- | ------ |
| 01    | Rosmarie Bleuer | Grindelwald | 0      |
| 02    | Irene Molitor   | Wengen      | 6,74   |
| 03    | Olivia Ausoni   | Villars     | 7,79   |
| 04    | Idly Walpoth    | SC Davos    | 9,29   |
| 05    | Ruth Dahinden   | Rigi        | 11,95  |